# Ашенете
Ашенете, Ашанете (чечен. АшанетӀе, что значит «к террасе») — горная вершина в Ножай-Юртовском районе Чеченской Республики.

## География
Находится в междуречье Беной-Ясси и Аксай. Относится к горной системе Кавказа, высота над уровнем моря составляет 1257 метров.
Ближайшие населённые пункты: Лем-Корц, Беной-Ведено и Дарго.